# سولفید آهن (II, III)
سولفید آهن(II،III) (به انگلیسی: Iron(II,III) sulfide) با فرمول شیمیایی FeS·Fe۲S۳ یک ترکیب شیمیایی است. که جرم مولی آن ۲۹۵٫۸۰۵ g/mol می‌باشد.